# حوضچه دختر گبر
حوضچه دختر گبر نام یکی از آثار تاریخی شهرستان اقلید در استان فارس می‌باشد. این اثر به لحاظ اهمیت تاریخی آن به شناسنامه اقلید نیز معروف است.
این اثر مربوط به دوره ساسانی می‌باشد و با شماره ۹۳۶ در تاریخ ۱۰ آذر ماه ۱۳۵۴ به عنوان نخستین اثر تاریخی شهرستان به ثبت در آثار ملی ایران رسیده‌است.

## جغرافیا

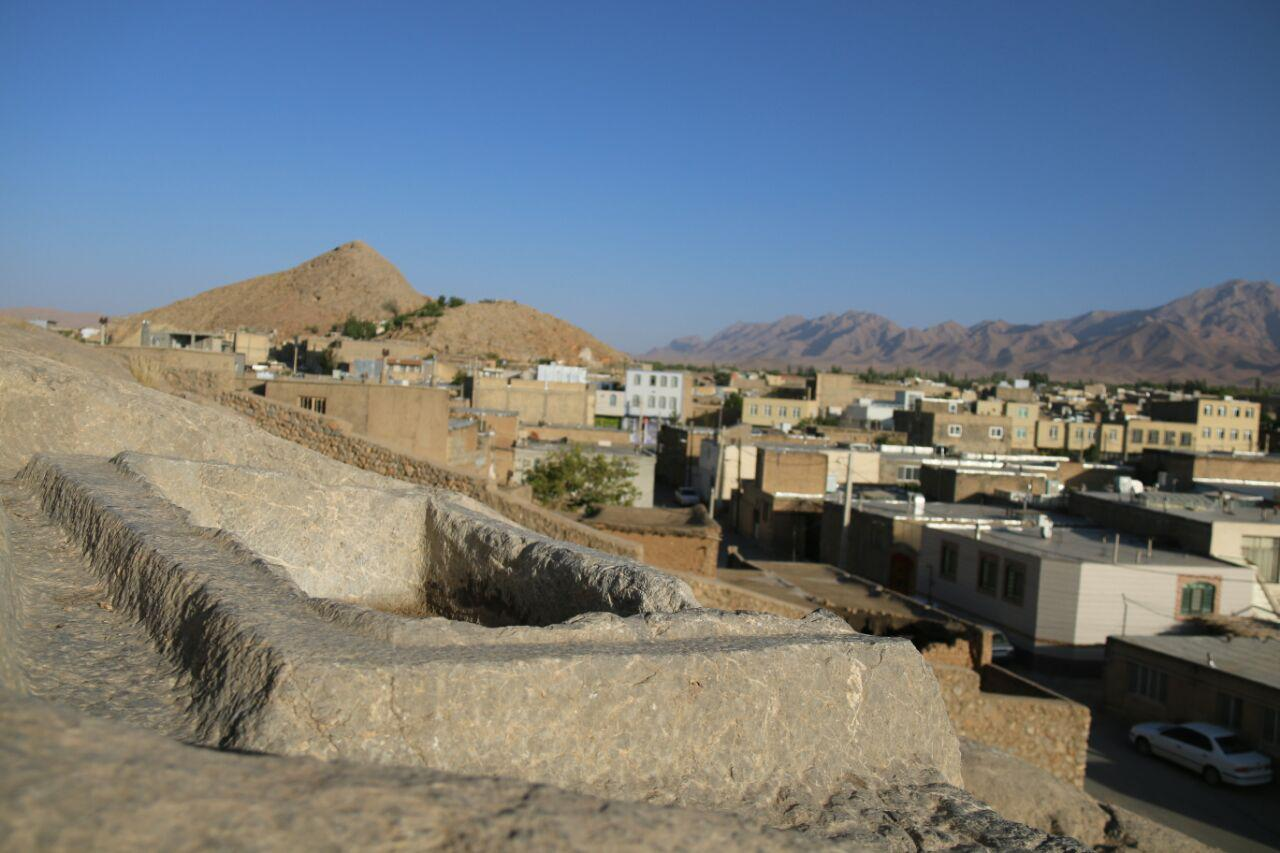
حوضچه دختر گبر

این اثر در مرکز شهر اقلید و بر دامنه تپه سنگی قلات واقع شده‌است. حوض دختر گبر دارای سه پله، یک حوض با عمق کم و کتیبه ای به خط پهلوی ساسانی به طول دو متر و عرض ۸۸ سانتی متر می‌باشد. کتیبه در کنار دیوارهٔ بیرونی آن در ۲۱ سطر نگاشته شده و در آن٬ نام و نسب متوفا ذکر شده و دارای تاریخ روز خور (۱۱) از ماه آبان از سال ششم یزدگردی (برابر با ۶۳۸م) است. ۸ سطر اول کتیبه آسیب دیده است.